# Gladiolus varius
Gladiolus varius là một loài thực vật có hoa trong họ Diên vĩ. Loài này được F.Bolus miêu tả khoa học đầu tiên năm 1917.